# Oligurija
Oligurija je naziv koji opisuje smanjenja diureze na manje od 500 ml mokraće u 24h. 
Smanjenje proizvodnje mokraće može biti uzrokovano različitim uzrocima koji se mogu podijeliti na tri skupine:
- prerenalni uzroci - npr. smanjenje protoka krvi kroz bubreg zbog dehidracije
- renali uzroci - npr. ishemijsko ili toksično oštećenje bubrega koje uzrokuje tubularnu nekrozu bubrega
- postrenalni uzorci  - npr. opstrukcija kamencem, neoplazmom ili ugruškom u mokraćovodu

Oliguriju treba razlikovati od anurije kod koje je diureza smanjena na manje od 100 ml unutar 24h. 
Oligurija, Kod dojenčeta je smanjenje na manje od 1 mL/kg/h, a kod djece na manje od 0,5 mL/kg/h.